# Geert Omloop
Geert Omloop (né le 12 février 1974 à Herentals) est un coureur cycliste belge, professionnel entre 1997 et 2010.

## Biographie
Il passe professionnel en 1997. Considéré comme un spécialiste des courses de kermesse, il crée la surprise en devenant champion de Belgique sur route en 2003, devant le jeune Jurgen Van Goolen avec lequel il avait attaqué. Il termine également à la deuxième place l'année suivante, battu au sprint par Tom Steels. Il prend sa retraite sportive à l'issue du Prix national de clôture  2010 où il est victime d'une grave chute à quatre tours de l'arrivée. Blessé à un rein, il est alors placé en soins intensifs, marquant une fin de carrière décevante.

## Palmarès
- 1990
  - 2e du championnat de Belgique sur route débutants
- 1995
  - 5e étape du Tour de la province d'Anvers
- 1996
  - Grand Prix de la ville de Geel
  - 3e du Zesbergenprijs Harelbeke
- 1997
  - 2e du Prix national de clôture
- 1998
  - 2e du Grand Prix Marcel Kint
- 1999
  - Circuit des bords flamands de l'Escaut
  - Circuit du Pays de Waes
  - Ruddervoorde Koerse
  - 2e du Omloop van de Westkust
  - 3e du Grand Prix de la ville de Vilvorde
  - 3e du Grand Prix Wieler Revue
- 2000
  - Ruddervoorde Koerse
  - 2e du Omloop van de Westkust
  - 3e du Grand Prix du 1er mai - Prix d'honneur Vic De Bruyne
  - 3e du Tour de la Haute-Sambre
  - 3e de la Gullegem Koerse
- 2001
  - Grand Prix Rudy Dhaenens
  - Circuit du Houtland
  - Grand Prix du 1er mai - Prix d'honneur Vic De Bruyne
  - 2e du Tour Beneden-Maas
  - 2e du Delta Profronde
  - 2e du Mémorial Rik Van Steenbergen
  - 3e du Grand Prix Jef Scherens
- 2002
  - Prix national de clôture
  - 2e du ZLM Tour
  - 3e du Tour de Vendée
  - 3e du Grand Prix du 1er mai - Prix d'honneur Vic De Bruyne
  - 3e de la Gullegem Koerse
- 2003
  -  Champion de Belgique sur route
  - Circuit du Houtland
  - Circuit du Pays de Waes
  - Circuit du Meetjesland
  - Grand Prix de la ville de Zottegem
  - 2e de la Flèche hesbignonne
  - 2e du Delta Profronde
  - 2e de la Ruddervoorde Koerse
  - 3e d'À travers Gendringen
- 2004
  - Grand Prix Rudy Dhaenens
  - 2e du Grand Prix de Villers-Cotterêts
  - 2e du championnat de Belgique sur route
  - 3e de la Gullegem Koerse

- 2005
  - Circuit Mandel-Lys-Escaut
  - 2e de la Coupe Sels
  - 3e de la Nokere Koerse
- 2006
  - 2e du Grand Prix Marcel Kint
- 2007
  - Grand Prix Marcel Kint
  - Gullegem Koerse
  - Grand Prix Beeckman-De Caluwé
- 2008
  - 3e de la Ruddervoorde Koerse
  - 3e du Grand Prix Marcel Kint
- 2009
  - Tour du Groene Hart
  - À travers le Hageland
  - 2e du Tour de Düren
- 2010
  - Grand Prix Raf Jonckheere

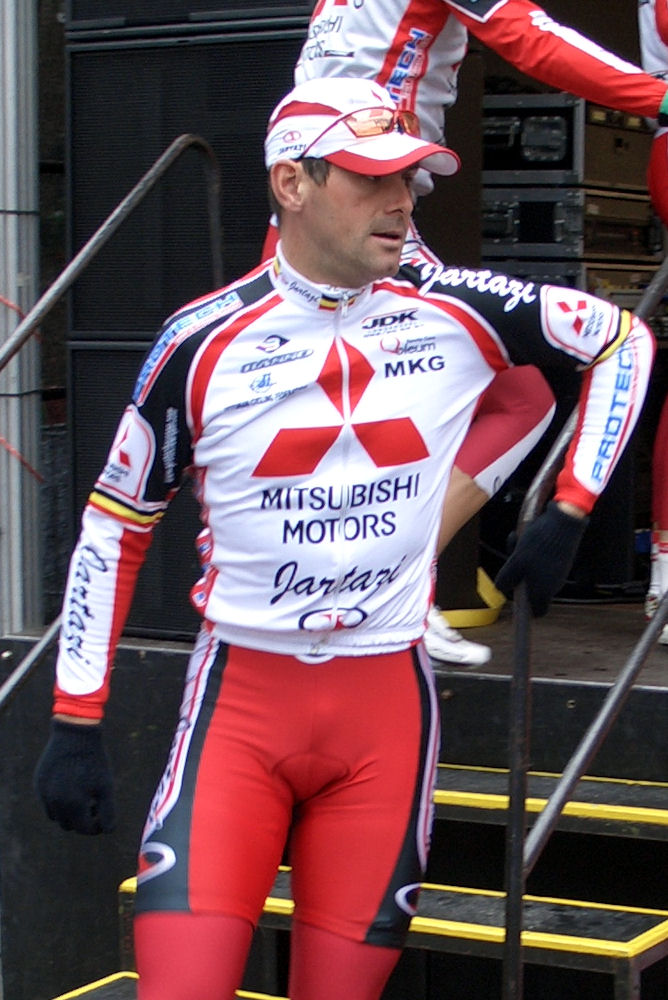
Geert Omloop en 2008

  - 2e du Tour de Hollande-Septentrionale

## Classements mondiaux
| Année           | 2005 | 2006 | 2007 | 2008 | 2009 | 2010 |
| --------------- | ---- | ---- | ---- | ---- | ---- | ---- |
| UCI Europe Tour | 110e | 340e | 111e | 686e | 122e | 337e |